# Wulfilaich

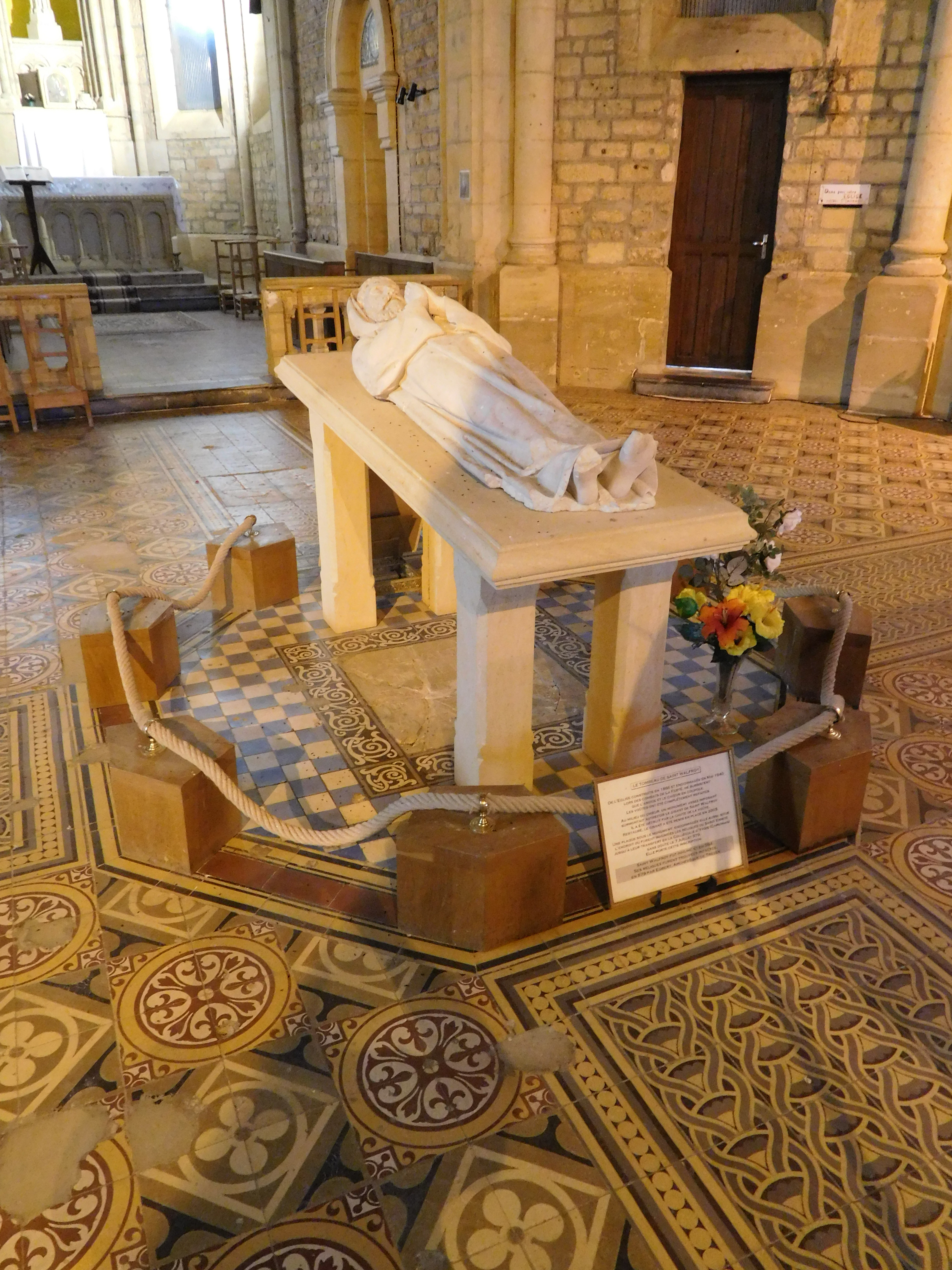
Wulfilaichs Grab, St. Walfroy.

Wulfilaich (frz.: Walfroy) ist ein gebürtiger Langobarde, der als Diakon im 6. Jahrhundert in Gallien lebte und wirkte. Als Todestag wird der 21. Oktober angegeben, entweder um 594 oder um 600. Wulfilaich hat eine besondere Bedeutung, da er der einzige bekannte Säulenheilige nördlich der Alpen ist.

## Vorleben
Über Wulfilaichs Leben unterrichtet ein Kapitel bei Gregor von Tours. Die Kapitelüberschrift, Über die Bekehrung des Diakons Wulfilaich, weist darauf hin, dass er zunächst kein (katholischer) Christ war. Die Langobarden waren zu dieser Zeit zumeist Arianer.
Gregor von Tours hat Wulfilaich selbst kennengelernt, als er auf einer Reise dessen Kloster (heute auf dem Gebiet der Gemeinde Margut) besuchte. Seinerzeit lag diese Anlage im äußersten Westen des Bistums Trier. Unter der Leitung Wulfilaichs war dort eine Kirche entstanden, in welcher unter anderem Reliquien des hl. Martin aufbewahrt wurden.
Nach seinem eigenen Bericht verehrte er den hl. Martin bereits als Kind. Er lernte lesen und schreiben und suchte später den Abt Aredius von Limoges auf, dessen Schüler er wurde. Auf einer Pilgerfahrt zum Grab des hl. Martin erlebte er ein Wunder, als sich mitgebrachter Staub von der Grabstätte in unerklärlicher Weise vermehrte. In Folge dieses Ereignisses zog er an den Ort seines späteren Wirkens.

## Missionierungsversuche und Leben als Säulenheiliger
In der Umgegend des späteren Klosters hingen Teile der lokalen Bevölkerung noch alten religiösen Vorstellungen an; sie verehrten ein Kultbild, das Wulfilaich mit der Göttin Diana in Verbindung brachte. Seine Missionierungsversuche dort standen in enger Verbindung zu seinem Leben auf der Säule. 
„Ich fand damals hier ein Bild der Diana vor, das das abergläubische Volk abgöttisch verehrte. Ich errichtete mir auch eine Säule, auf der ich unter großen Schmerzen ohne alle Fußbekleidung stand. Wenn dann die Winterszeit kam, litt ich bei der eisigen Kälte dergestalt, dass mir von dem heftigen Frost öfters die Nägel an den Füßen abgingen und in meinem Bart das gefrorne Wasser wie Zapfen herunterhing.“
 Auf Nachfrage Gregors gab er an, auf der Säule lediglich von wenig Kohl, Brot und Wasser gelebt zu haben. Von diesem Ort predigte er gegen die Verehrung der Diana und für die Zerstörung des Standbildes. Dies war zunächst aber nicht von Erfolg gekrönt, erst nachdem Wulfilaich die Säule verlassen und in der Kirche gebetet hatte, gelang es ihm mit Helfern, dieses zu stürzen.

## Eingreifen des Bischofs Magnerich
Bischof Magnerich von Trier beendete schließlich die Episode. Magnerich verweist darauf, dass sich Wulfilaich nicht mit einem sehr bekannten Heiligen, nämlich mit Symeon Stylites (dem Jüngeren) von Antiochien vergleichen könne. Auch sei das Wetter zu kalt. Nachdem Wulfilaich aus Gehorsam von der Säule herunter gestiegen war, schuf Magnerich Fakten: 
„Eines Tages ließ der Bischof mich weiter hinweig auf einen Hof bescheiden und sandte indes Arbeiter mit Brechstangen, Hämmern und Äxten hinaus: die stürzten die Säule um, auf der ich zu stehen pflegte. Als ich am folgenden Tage heimkehrte, fand ich alles zerstört. Ich weinte bitterlich, durfte aber, was man vernichtet hatte, nicht wieder aufrichten [...].“
 Zu dieser Zeit hatte Wulfilaich bereits eine Gefolgschaft von Männern um sich versammelt, das Kloster bestand also schon.

## Verehrung
Wulfilaich wird auch unter den Namen saint Walfroy und sanctus Walfridus verehrt.